# Walters (Oklahoma)
Walters is een plaats (city) in de Amerikaanse staat Oklahoma, en valt bestuurlijk gezien onder Cotton County.

## Demografie
Bij de volkstelling in 2000 werd het aantal inwoners vastgesteld op 2657.
In 2006 is het aantal inwoners door het United States Census Bureau geschat op 2563, een daling van 94 (-3.5%).

## Geografie
Volgens het United States Census Bureau beslaat de plaats een oppervlakte van
21,7 km², waarvan 21,1 km² land en 0,6 km² water. Walters ligt op ongeveer 305 m boven zeeniveau.

## Plaatsen in de nabije omgeving
De onderstaande figuur toont nabijgelegen plaatsen in een straal van 28 km rond Walters.

## Geboren
- Van Heflin (1910-1971), acteur